# Edy Reinalter
Romedi „Edy“ Reinalter (24. prosince 1920, Svatý Mořic, Švýcarsko – 19. listopadu 1962, Tschagguns, Rakousko) byl švýcarský alpský lyžař.
Na olympijských hrách ve Svatém Mořici roku 1948 vyhrál závod ve slalomu, při olympijské premiéře této disciplíny. Je jediným Švýcarem, který vyhrál olympiádu ve slalomu. Je rovněž slalomářským mistrem Švýcarska z roku 1943. Vyučil se mechanikem, ale pak se stal lyžařským instruktorem. Této práce se však vzdal, aby se mohl zúčastnit olympijských her, na nichž pak zaznamenal svůj jediný mezinárodní úspěch.
Ve věku 41 let se nešťastnou náhodou zastřelil při čištění lovecké pušky na loveckém výletě ve Vorarlbersku. Přehlédl nábojnici zaseknutou v hlavni.